# TVA Productions
 (juin 2020).
Si vous disposez d'ouvrages ou d'articles de référence ou si vous connaissez des sites web de qualité traitant du thème abordé ici, merci de compléter l'article en donnant les références utiles à sa vérifiabilité et en les liant à la section « Notes et références ».
TVA Productions est une société de production québécoise pour toutes les émissions produites à l'interne pour les chaînes du Groupe TVA, dont notamment le réseau TVA, les six stations sous sa propriété, LCN et TVA Sports.
La société produit notamment les émissions Le Banquier, Salut Bonjour, Tout simplement Clodine, La Poule aux œufs d'or et Star système.

## Histoire
Le 19 mars 2008, on annonçait que JPL Production devenait TVA Productions, désirant donner à l'entreprise un nom plus familier, prétextant que les initiales JPL restaient un mystère pour certains.
Le 2 novembre 2023, le Groupe TVA annonce l'abolition de 547 emplois dont 300 en production interne. « Afin de diminuer ses coûts, Groupe TVA va couper sa production d’émissions à l’interne, comme Le Tricheur ou La Poule aux œufs d'or, pour confier ce mandat à des producteurs externes. Seules les émissions de service et d’informations, comme Salut, Bonjour !, continueront à être produites à l’interne. »